# Ramphotyphlops robertsi
Ramphotyphlops robertsi este o specie de șerpi din genul Ramphotyphlops, familia Typhlopidae, descrisă de Couper, Covacevich, Wilson 1998. Conform Catalogue of Life specia Ramphotyphlops robertsi nu are subspecii cunoscute.